# Zacky Vengeance
Zachery James Baker (født 11. december 1981), også kendt som Zacky Vengeance, er rytmeguitarist og baggrundsvokal i Avenged Sevenfold.
Vengeance lærte sig selv at spille guitar i en alder af 13 år. Han gik på Huntington Beach High School i Californien. Før han kom med i Avenged Sevenfold var han i et punkband som hed MPA (Mad Porn Action). Baker har siden ladet forstå, at de ikke var særlig succesrige. Zacky fandt på Avenged Sevenfolds bassists navn, Johnny Christ, da han mente at navnet klædte ham, og at det ville provokere en masse mennesker. Vengeance fandt også på forkortelsen A7X.
Vengeance er venstrehåndet, men han husker, at han fik en højrehåndsguitar af sine forældre i fødselsdagsgave, da han fyldte 13. Han lærte at spille på den med guitaren vendt på hovedet.